# Braulio Herrera
Braulio Herrera o Carlos Enrique Cardona Henao ( 18 de enero de 1951, Betania, Antioquia -) fue un político y guerrillero colombiano perteneciente a las  Fuerzas Armadas Revolucionarias de Colombia - Ejército del Pueblo (FARC-EP).

## Biografía
Su vida transcurrió en el Viejo Caldas, militó en  grupos estudiantiles de izquierda, estudió con Timoleón Jiménez y posteriormente hizo campaña para la Asamblea del Quindío. Fue concejal de la Unión Nacional de Oposición, (Uno), en Calarcá (Quindío). Entre 1979 y 1982 fue segundo jefe de los frentes III y XIV de las FARC-EP. En 1984 participó en la creación de la Unión Patriótica. Fue representante a la Cámara por el partido Unión Patriótica (UP) junto a Iván Márquez para el periodo 1986-1990, como suplente de Gilberto Vieira en la Cámara de Representantes, pero tras la ola de exterminio que desataron grupos de extrema derecha contra el partido, Herrera volvió a las FARC-EP.

### Militancia en las FARC-EP
Al volver en 1987 a las FARC-EP Herrera se volvió comandante guerrillero en la región del Magdalena Medio fue nombrado comandante del Estado Mayor Central que agrupaba a los frentes 9, 11, 12, 20, 23 y 24. Se había convertido en un fanático de la radiestesia, y en medio de la paranoia producida por la llegada de los paramilitares al Magdalena Medio, recurrió a su péndulo para identificar a los infiltrados dentro de sus filas. Basándose en las predicciones del imán, Herrera fue ejecutando a sus inferiores. Mató a un centenar de guerrilleros en 1988 y desmoraliza a los demás, perdiendo posteriormente una zona estratégica para las FARC-EP. La zona fue ocupada por los paramilitares. El Secretariado de las FARC-EP lo juzgó en un 'consejo revolucionario' y lo condenó al 'destierro'. Herrera se exilió entonces en la Unión Soviética, logrando así escapar a una sentencia de muerte por las FARC-EP, fue condenado por el Estado Colombiano por el asesinato de un centenar de personas. Otra versión dice que se le perdonó la vida y fue enviado a Europa por las FARC-EP. En 2008, se encontraba en Uruguay, dedicado al esoterismo.